# Municipio de Oak Hill (Misuri)
El municipio de Oak Hill (en inglés: Oak Hill Township) es un municipio ubicado en el condado de Crawford en el estado estadounidense de Misuri. En el año 2010 tenía una población de 1767 habitantes y una densidad poblacional de 10,5 personas por km².

## Geografía
El municipio de Oak Hill se encuentra ubicado en las coordenadas 38°10′22″N 91°24′43″O / 38.17278, -91.41194. Según la Oficina del Censo de los Estados Unidos, el municipio tiene una superficie total de 168.35 km², de la cual 167,92 km² corresponden a tierra firme y (0,26 %) 0,43 km² es agua.

## Demografía
Según el censo de 2010, había 1767 personas residiendo en el municipio de Oak Hill. La densidad de población era de 10,5 hab./km². De los 1767 habitantes, el municipio de Oak Hill estaba compuesto por el 98,47 % blancos, el 0,62 % eran afroamericanos, el 0,17 % eran amerindios, el 0,06 % eran asiáticos, el 0,23 % eran de otras razas y el 0,45 % eran de una mezcla de razas. Del total de la población el 0,85 % eran hispanos o latinos de cualquier raza.